# Stagnation brejnévienne

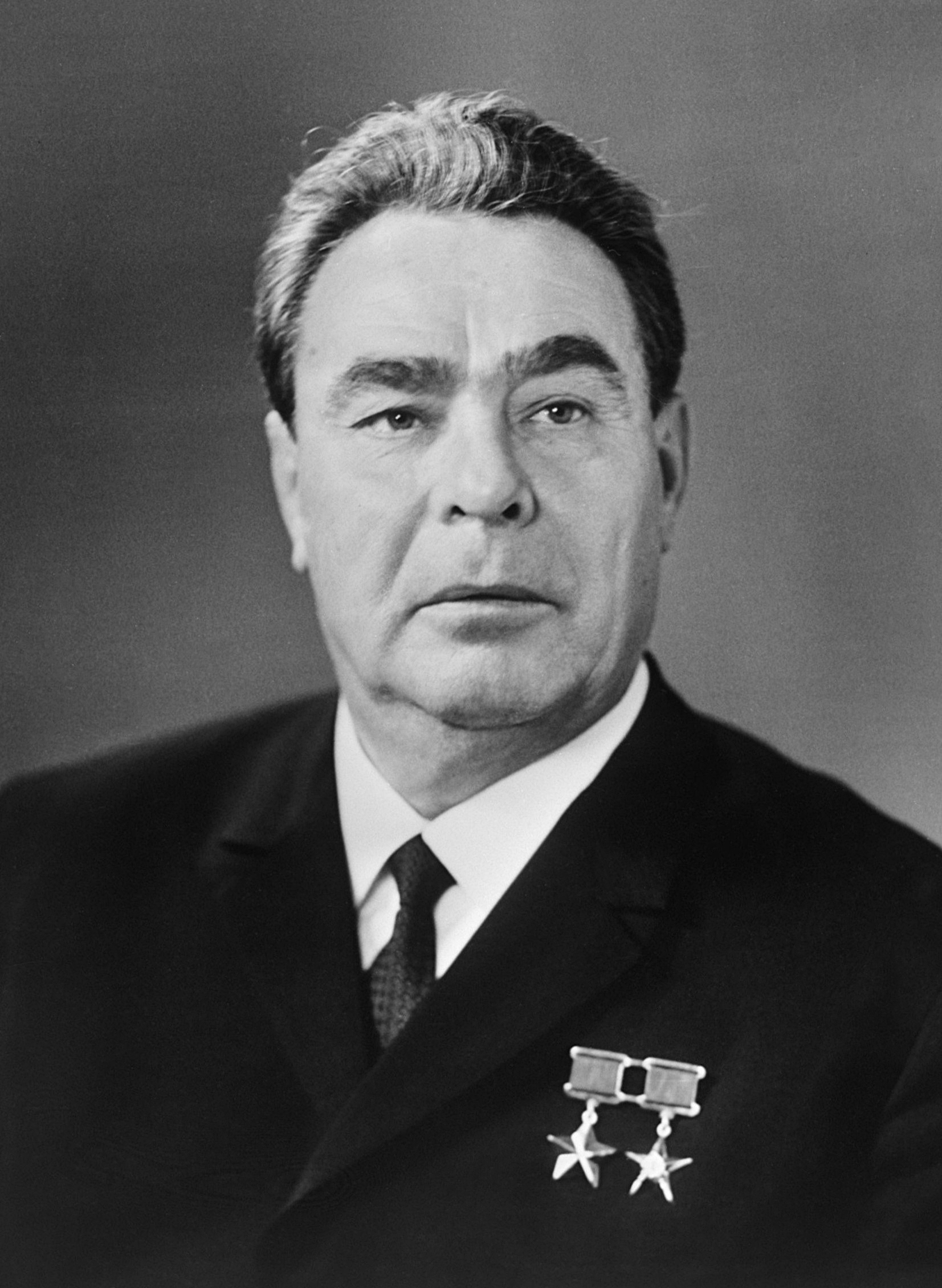
Léonid Brejnev, dirigeant de l'Union soviétique, 9 juin 1972.

La stagnation brejnévienne, également nommée ère de stagnation (en russe : Период застоя) et, en langage courant, zastoï (en russe : застой), est un terme popularisé par Mikhaïl Gorbatchev et ses idéologues afin de décrire la manière négative dont il considérait les politiques économiques, politiques et sociales de l'Union des républiques socialistes soviétiques (URSS) qui a commencé sous la fin du règne de Léonid Brejnev de 1976 à 1982, et s'est poursuivie sous Iouri Andropov de 1982 à 1984 et Konstantin Tchernenko en 1984 et 1985,. Cette période est caractérisée par un essoufflement de l'économie soviétique, par une administration sclérosée par trop de stabilité mais également par une société civile qui s'éveille progressivement à des idées nouvelles,. 
Dans les années 2010, cette expression est utilisée aussi pour désigner la Russie sous Vladimir Poutine.